# Charles Philibert-Thiboutot
Charles Philibert-Thiboutot (né le 31 décembre 1990 à Québec) est un athlète canadien, spécialiste du 1 500 mètres.

## Biographie
En 2012, il participe aux Championnats d'Amérique du Nord, d'Amérique centrale et des Caraïbes d'athlétisme espoirs 2012 sur l'épreuve du 1 500 mètres. Il emporte la médaille d'argent. En 2015, il se qualifie et participe aux Championnats du monde d'athlétisme 2015.
Médaillé de bronze sur 1 500 m lors des Jeux panaméricains de 2015, il atteint les demi-finales des Jeux olympiques de 2016, à Rio de Janeiro. 
Le 7 décembre 2019, il réalise un temps de 13:30.79 au 5000 mètres sur piste intérieure. En novembre 2020, il participe à son premier 10000 mètres et fait un temps de 28:45. Deux semaines plus tard, il bat son record au 5000 mètres, alors qu'il complète la distance en 13:22.44, lors d'un meeting aux États-Unis. 
Pour commencer l'année 2021, Philibert-Thiboutot participe à plusieurs courses sur piste intérieure et réalise des performances de 7:49 au 3000 mètres et 3:39 au 1 500 mètres. 
En février 2021, Philibert-Thiboutot annonce un nouveau contrat avec l'équipementier New Balance.
Le 2 novembre 2023, il remporte la médaille d'or aux jeux panaméricains à Santiago (Chili). Il remporte la course en 3'3974 devançant son compatriote Heppenstall et l'américain Comber. Il a pour objectif de participer aux jeux olympiques de Paris 2024.

### Palmarès
| Date | Compétition                | Lieu      | Résultat | Épreuve | Temps          |
| ---- | -------------------------- | --------- | -------- | ------- | -------------- |
| 2012 | Championnats NACAC espoirs | Irapuato  | 2e       | 1 500 m | 3 min 52 s 00  |
| 2013 | Jeux de la Francophonie    | Nice      | 7e       | 1 500 m | 3 min 58 s 50  |
| 2014 | Coupe continentale         | Marrakech | 8e       | 1 500 m | 3 min 51 s 97  |
| 2015 | Jeux panaméricains         | Toronto   | 3e       | 1 500 m | 3 min 41 s 79  |
| 2018 | Championnats NACAC 2018    | Toronto   | 3e       | 1 500 m | 3 min 52 s 60  |
| 2022 | Championnats NACAC         | Freeport  | 3e       | 1 500 m | 3 min 37 s 91  |
| 2023 | Jeux panaméricains         | Santiago  | 1er      | 1 500 m | 3 min 39 s 74  |
| 2023 | Jeux panaméricains         | Santiago  | 2e       | 5 000 m | 14 min 48 s 02 |

### Records
| Épreuve       | Lieu      | Performance      | Lieu                | Date             |
| ------------- | --------- | ---------------- | ------------------- | ---------------- |
| 800 m         | Extérieur | 1 min 47 s 57    | Indianapolis        | 13 juin 2014     |
| 1000 m        | Extérieur | 2 min 18 s 38    | Montréal            | 17 juillet 2021  |
| 1000 m        | Intérieur | 2 min 21 s 02    | Montréal            | 23 janvier 2015  |
| 1 500 m       | Extérieur | 3 min 32 s 94    | Nancy               | 18 juin 2023     |
| 1 500 m       | En salle  | 3 min 39 s 64    | Val-de-Reuil        | 14 février 2021  |
| Mile          | Extérieur | 3 min 52 s 97    | Falmouth            | 14 août 2021     |
| Mile          | En salle  | 3 min 55 s 33    | New York            | 11 février 2017  |
| 3000 m        | Extérieur | 7 min 44 s 86    | Québec              | 2 septembre 2021 |
| 3000 m        | En salle  | 7 min 46 s 22    | Seattle             | 28 janvier 2017  |
| 5 000 mètres  | Extérieur | 13 min 12 s 76   | San Juan Capistrano | 6 mai 2020       |
| 5 000 mètres  | En salle  | 13 min 30 s 79   | Boston              | 7 décembre 2019  |
| 5 000 mètres  | Route     | 13 min 35 s (NR) | Boston              | 16 avril 2022    |
| 10 000 mètres | Extérieur | 28 min 11 s 81   | Burnaby             | 14 mai 2022      |
| 10 000 mètres | Route     | 29 min 45 s      | Mission             | 26 mars 2021     |